# Bart vs. Itchy & Scratchy
«Bart vs. Itchy & Scratchy» (укр. «Барт проти Чуха і Сверблячки») — вісімнадцята серія тридцятого сезону мультсеріалу «Сімпсони», прем'єра якої відбулась 24 березня 2019 року у США на телеканалі «Fox».

## Сюжет
Сімпсони відвідують конвенцію, де Клоун Красті проводить панель, присвячену його шоу. Розчарувавшись у шанувальниках, які задають повторювані запитання, він оголошує, що «Шоу Чуха і Сверблячки» буде перезавантажено з персонажами, перетвореними на роль жінок. Поки Ліса захоплена ткими змінами, Барт, Мілгаус, Нельсон і Мартін висловлюють обурення і клянуться, що більше ніколи не переглянуть шоу на знак протесту.
Барт влаштовує вечірку, на якій хлопці НЕ дивляться оновлене шоу. Однак він підслуховує, як Ліса записує відео на телефон з її реакцією, коли вона вперше переглядає серію «Чухині і Сверблячки». Незважаючи на обіцянку, Барт сміється із серії, що помічає його сестра. Коли він бреше своїм друзям про НЕперегляд серії, Ліса, записавши його сміх, завантажує відео в Інтернет, щоб помститися.
Відео Ліси стає вірусним, і наступного дня Барт стикається зі своїми друзями в школі, які докоряють йому за зраду його статі. Вони намагаються його побити, але він ховається у туалеті для дівчат, де зустрічає Кармен, Еріку та Пайпер, трьох шестикласниць. Дівчата називають себе «Bossy Riot» і проводять акції в ім'я фемінізму. Барт переконує їх дозволити йому приєднатися до «Bossy Riot». Він покращує одну із їхніх акцій на підтримку сандаліїв у школі.
За відсутністю Барта хлопці звертаються до Міллгауса як до свого нового керівника. Він утворює «Правову асоціацію хлопців» (ПАХ), яка починає тиснути на Красті, щоб скасувати «жіночі» зміни у «Шоу Чуха і Сверблячки».
Барт і «Bossy Riot» проводять серію витівок, спрямованих проти авторитетних чоловіків Спрінґфілда, при цьому дівчата дають Барту фіолетову маску як символ його участі. Городяни бояться, і їх витівки потрапляють у вечірні новини. Ліса розуміє, що Барт є частиною «Bossy Riot», коли вона бачить пухку пурпурову пряжу, що стирчала із братових шортів. Спочатку він це заперечує, але, коли вона каже, що це б зруйнувало її бачення всієї світобудови, то негайно це визнає. Вона звинувачує його в тому, що він ховається за причини, в які він не вірить, а тільки, щоб влаштовувати вибрики. Барт заперечує і звертає увагу, що Ліса відстоює переконання лише на словах, і ніколи не має сміливості вжити якихось заходів.
«Bossy Riot» дізнаються, що Красті поступився ПАХ і відновлює чоловічу версію «Шоу Чуха і Сверблячки». В якості помсти Кармен, Еріка та Пайпер планують знищити всі записи «Шоу Чуха і Сверблячки» у прямому етері, таким чином знищивши «Чуха і Сверблячки» назавжди. Барт протестує проти цих дій, змусивши трьох дівчат помститися. Вони зв'язують його та втікають… Пізніше Ліса знаходить брата.
Барт і Ліса пробираються до студії Красті, де дівчата збираються кинути касети у чан із рідиною для зняття лаку. Оскільки Барт невдало намагається розібратися з ними через переговори, Ліса вирішує вжити заходів, вибивши чан в останній момент. Засіб для зняття лаку для нігтів затоплює підлогу студії, а дими переповнюють зібраних членів ПАХ, внаслідок чого вони розриваються на сльози. Дії Ліси знімаються на камеру, що справляє враження на «Bossy Riot». ПАХ звинувачує Мілгауса у їхньому приниженні.
Коли Барт прощається з дівчатами, Ліса надихається на подальші феміністські дії і приєднується до «Bossy Riot», тоді як Барт погоджується не боротися за ті причини, в які він не вірить. Він дарує Лісі свою фіолетову маску і, як він спостерігає, як Ліса з дівчатами їде геть. Він розпилює фарбою повідомлення на стіні, «Патріархат — какашка» (англ. «The patriarchy is a weiner»).
У сцені під час титрів Барт мириться зі своїми друзями. Вони розпитують його про його час з дівчатами. Вони сильно засмучуються, коли дізнаються, що «дівчата хлопцям не заздрять».

## Ставлення критиків і глядачів
Під час прем'єри серію переглянули 1,99 млн осіб з рейтингом 0.8.
Денніс Перкінс з «The A.V. Club» дав серії оцінку B, сказавши, що серія «дає своє остаточне схвалення у тихому фіналі, що надихає».
Тоні Сокол з «Den of Geek» дав серії чотири з п'яти зірок, сказавши:
|  | Серія — це грізний та перспективний вступ до сезону. Цього сезону постійно винагороджують те, що може бути загальновизнаною поганою поведінкою… Епізод спотворює очікування. Кожен поворот відбувається через щось якось табуйоване, як, наприклад, сміятися неналежним чином або визнати у хлопчачому товаристві, що дівчата їм не заздрять. |

Згідно з голосуванням на сайті The NoHomers Club більшість фанатів оцінили серію на 3/5 із середньою оцінкою 2,98/5.